# Hôpital des yeux et des oreilles
L'Hôpital des yeux et des oreilles (en finnois : Silmä-korvasairaala) est un hôpital d'ophthalmologie et d'otorhinolaryngologie du HUS situé à Meilahti à Helsinki en Finlande.
Il fait partie du Centre hospitalier universitaire d'Helsinki.

## Situation géographique
Dans le même quartier se trouvent la tour hospitalière de Meilahti, l'hôpital d'Haartman, la clinique de gynécologie, l'hôpital triangulaire de Meilahti, l'hôpital du parc, la clinique d'oncologie, l'hôpital pour enfants et des bâtiments de la faculté de médecine de l'université d'Helsinki.